# Теодор Кранке
Теодор Кранке (нім. Theodor Krancke; нар. 30 березня 1893, Магдебург, Саксонія — пом. 18 червня 1973, Венторф-Гамбург, Шлезвіг-Гольштейн) — німецький воєначальник часів Третього Рейху, адмірал Крігсмаріне (1943). Кавалер Лицарського хреста Залізного хреста з Дубовим листям (1941).

## Біографія
Учасник Першої світової війни. Після демобілізації армії залишений на флоті. З 30 вересня 1930 року — командир 4-ї флотилії міноносців, з 29 вересня 1932 року — офіцер Адмірал-штабу в штабі командувача флотом. 1 жовтня 1935 року переведений в Імперське керівництво ВМС, де призначений начальником відділу оборони країни. З 4 жовтня 1937 року — начальник Військово-морської академії. З 22 серпня 1939 року — начальник штабу головнокомандувача на Північному морі. З 31 жовтня 1939 року — командир важкого крейсера «Адмірал Шеер». 5 лютого 1940 року відкликаний в Берлін і призначений членом бюро, якому доручили розробку операції «Везерюбунг». Після успішного початку операції 12 квітня 1940 року призначений начальником штабу адмірала-командувача в Норвегії. З 17 червня 1940 по 3 червня 1941 року — знову командир важкого крейсера «Адмірал Шеер». 5 листопада 1940 року в північній атлантиці атакував конвой НХ-84 і потопив 6 кораблів загальною водотоннажністю 38 720 брт. 18-20 січня 1941 року Кранке потопив у Південній Атлантиці 2 британських торгових корабля (18 733 брт). В лютому 1941 року привів свій корабель в Індійський океан, де записав на свій рахунок ще 4 кораблі (19 170 брт). З 4 червня 1941 по 19 квітня 1943 року —  адмірал-квартирмейстер ОКМ, потім начальник Квартирмейстерського управління Штабу керівництва морською війною. Одночасно з 1 січня 1942 по лютий 1943 року — представник головнокомандувача ВМФ Еріха Редера в ставці Гітлера. З 20 квітня 1943 року — начальник Командування ВМС «Захід» зі штабом в Парижі В липні 1944 року, коли учасники Липневої змови взяли під контроль Париж, і заарештували всіх членів СС і СД, Кранке направив своїх підлеглих-моряків для придушення виступу. З 26 квітня 1945 року — начальник командування групи ВМС в Норвегії. Після того, як німецькі війська в Норвегії 9 травня капітулювали, Кранке ще місяць зумів зберігати певну незалежність і капітулював лише в серпні. 26 серпня заарештований британською владою. 3 жовтня 1947 року звільнений.

## Нагороди
Військова кар'єра
- 1 квітня 1912 — кадет
- 12 квітня 1913 — фенріх-цур-зее
- 22 березня 1916 — лейтенант-цур-зее[1]
- 25 грудня 1917 — обер-лейтенант-цур-зее
- 1 вересня 1922 — капітан-лейтенант
- 1 жовтня 1930 — корветтен-капітан
- 1 листопада 1935 — фрегаттен-капітан
- 1 квітня 1937 — капітан-цур-зее
- 1 квітня 1941 — контр-адмірал
- 1 квітня 1942 — віце-адмірал
- 1 березня 1943 — адмірал

- Залізний хрест
  - 2-го класу (травень 1915)
  - 1-го класу (27 вересня 1919)
- Військовий Хрест Фрідріха-Августа (Ольденбург) 2-го класу (червень 1916)
- Почесний хрест ветерана війни з мечами (27 грудня 1934)
- Медаль «За вислугу років у Вермахті»
  - 4-го, 3-го і 2-го класу (18 років; 2 жовтня 1936) — отримав 3 медалі одночасно.
  - 1-го класу (25 років; 1 квітня 1937)
- Медаль «У пам'ять 1 жовтня 1938»
- Застібка до Залізного хреста
  - 2-го класу (29 жовтня 1939)
  - 1-го класу (20 квітня 1940)
- Лицарський хрест Залізного хреста з дубовим листям
  - лицарський хрест (21 лютого 1941)
  - дубове листя (№614; 18 жовтня 1944)
- Імперський орден Ярма та Стріл, командорський хрест (Іспанія; 20 березня 1941)
- Нагрудний знак флоту (1941)